# Auce
Auce è un comune della Lettonia di 8.772 abitanti (dati 2009)

## Geografia antropica

### Suddivisioni amministrative
Il comune è stato istituito nel 2009 ed è formato dalle seguenti unità amministrative:
- Auce
- Bēne
- Lielauce
- Ukri
- Vītiņi
- Īle